# Селёвишки
Селёвишки (лит. Selioviškės, пол. Sielawiszki) — деревня в Лентварском старостве, в Тракайском районе Вильнюсского уезда Литвы. Располагается в 2 км на севере от Кариотишек.

## Физико-географическая характеристика
Селёвишки располагаются в 2 км на севере от центра Кариотишек, в 4 км на северо-западе от Лентвариса, на севере граничит с деревней Саусяй, на северо-востоке — с Лебеджяй, на востоке — с Молувенай, на юго-востоке — с Киемялишки, на юге — с Ужукульпис. На юго-западе Селёвишек находится озеро Кульпис, через деревню протекает небольшая река Майщине.

## История
Деревня Селёвишки под названием Селявишки упоминается на Российских картах 1860 и 1872 годов, а также на Советских картах 1940, 1985 и 1990 годов, под названием Sielawiszki упоминается на Польских картах 1925 и 1933 годов.

## Население
| 1905                           | 1931 | 1959 | 1970 | 1979 | 1989 | 2001 | 2011 | 2021 |
| ------------------------------ | ---- | ---- | ---- | ---- | ---- | ---- | ---- | ---- |
| 50                             | 95   | 60   | 74   | 55   | 41   | 42   | 51   | 94   |
| Гистограмма динамики населения |      |      |      |      |      |      |      |      |